# Hampasandra, Gudibanda
Hampasandra là một làng thuộc tehsil Gudibanda, huyện Kolar, bang Karnataka, Ấn Độ.